# Odontanthias
Odontanthias es un género de peces de la subfamilia Anthiinae. Dependiendo de la especie alcanzan entre 10 y 22 cm. Lucen brillantes colores rosas y amarillos. Se encuentran en arrecifes pedregosos de aguas profundas, principalmente por debajo de los 100 m. El género está casi enteramente restringido al Indo-Pacífico, fuera del cual solo se halla la especie O. hensleyi, propia del Caribe.

## Especies
Este género incluye las especies:
- Odontanthias borbonius (Valenciennes, 1828)
- Odontanthias caudicinctus (Heemstra & Randall, 1986)
- Odontanthias chrysostictus (Gunther, 1872)
- Odontanthias dorsomaculatus (Katayama & Yamamoto, 1986)
- Odontanthias elizabethae Fowler, 1923
- Odontanthias flagris Yoshino & Araga, 1975
- Odontanthias fuscipinnis (Jenkins, 1901)
- Odontanthias grahami Randall & Heemstra, 2006
- Odontanthias hensleyi Anderson & García-Moliner, 2012
- Odontanthias katayamai (Randall, Mauge & Plessis, 1979)
- Odontanthias randalli White, 2011
- Odontanthias rhodopelpus (Gunther, 1872)
- Odontanthias tapui (Randall, Mauge & Plessis, 1979)
- Odontanthias unimaculatus (Tanaka, 1917)
- Odontanthias wassi Randall & Heemstra, 2006